# Rosalita
Rosalita, släppt 6 december 1999, är ett studioalbum av det svenska dansbandet Barbados.
Albumet släpptes i nytryck 2006 efter att Warner Music Group köpte upp Mariann Grammofon.

## Låtlista
1. Se mig - 2:32
2. Rosalita - 2:32
3. Sway (Mucho Mambo) - 3.15
4. Alltid tillsammans (duett med Kim från Friends) - 3:15
5. Lose Control - 3:33
6. Oh Carol - 2:32
7. Veronica - 3:33
8. Tonight is the Night - 3.06
9. Young Girl - 3:17
10. Innan mörkret faller - 3.00
11. The Lion Sleeps Tonight (Caribbean Version) - 3:08
12. Walk in the Room - 2:33
13. Det finns ingen annan än du (duett med Nina från Friends) - 3:16
14. Devil in Disguise - 2:59
15. I'll go on Dreaming - 4:24

## Bonusspår
1. Moon Full of Love (beat of Tomorrow Remix) - 4:18
2. Födda för varann - 3.04
3. When The Summer is Gone - 4:02
4. My Heart is Beating for You - 4:35
5. Hur kan man älska någon så - 2:58
6. Rosalita (X-tended) - 3.34

### Listplaceringar
| Lista (2000) | Topplacering |
| ------------ | ------------ |
| Sverige      | 6 .          |